# 李宇明
李宇明（1955年—），男，河南泌阳人，中国语言学家，教授，国务院特殊津贴专家。郑州大学中文系毕业。曾任华中师范大学副校长，北京语言大学党委书记，国家语委副主任，教育部语言文字信息管理司司长、教育部语言文字应用研究所所长。
主要研究领域为理论语言学、语法学、心理语言学和语言规划学。

## 著作
出版有《儿童语言的发展》、《汉语量范畴研究》、《语法研究录》、《中国语言规划论》、《中国语言规划续论》、《中国语言规划三论》、《Language Planning in China》、《当代中国语言学研究》（主编）、《语言学习与教育》、《李宇明语言传播与规划文集》等20余部著作。

## 社会兼职
- 中国辞书学会会长
- 中国中文信息学会副理事长
- 北京语言大学语言资源高精尖创新中心主任兼首席科学家
- 中国语言学会语言政策与规划专业委员会会长
- 国际中国语言学会（2016年-2017年）会长
- 《语言战略研究》主编
- 首都师范大学特聘教授
- 东北师范大学兼职教授

## 荣誉
- 1997年获全国五一劳动奖章
- 2013年获香港理工大学“2013杰出中国访问学人”荣誉称号
- 2017年获“2017中国文化交流年度人物”称号
- 浙江师范大学杰出教授